# Траоре, Арман
Арма́н Траоре́ (фр. Armand Traoré; род. 8 октября 1989[…], Париж) — французский и сенегальский футболист, полузащитник. Выступал в составе сборной Сенегала.

## Клубная карьера

### «Арсенал»
Траоре делал первые шаги в футболе в молодежных командах «Сюрен», «Расинг» и «Монако». 1 августа 2005 года Арман стал игроком «Арсенала». В 2005-2006 годах футболист провел несколько матчей в рамках Премьер-лиги для резервистов.
В августе 2006 года Арман Траоре подписал контракт с первой командой «Арсенала». Дебют состоялся 24 октября в матче Кубка Английской лиги с «Вест Бромвич Альбион», где Траоре заменил Эммануэля Адебайора на 24 минуте игры. Футболист вышел на поле в стартовом составе кубкого матча с «Эвертоном» на «Гудисон Парк», где «Арсенал» одержал победу со счетом 1:0. Затем он сыграл в победном четвертьфинале с «Ливерпулем». Траоре также провел оба матча полуфинала с «Тоттенхэм Хотспур», а 25 февраля 2007 года играл в стартовом составе в финальном матче с «Челси». 28 февраля 2007 года Траоре сыграл в четвертьфинале Кубка Англии с «Блэкберн Роверс», где «Арсенал» проиграл со четом 0:1. По итогам своего первого сезона в клубе Арман Траоре сыграл в семи матчах.
30 августа 2011 года Траоре перешёл в лондонский «Куинз Парк Рейнджерс», подписав контракт на 3 года.

## Карьера в сборной
Арман играл в юношеской сборной Франции. Он помог команде пройти квалификацию в элитный круг молодёжного футбольного чемпионата УЕФА 2008 года. Арман принимал участие во всех трёх квалификационных матчах и в одном элитном французском матче до того как французская команда выбыла уступив итальянцам.
Арман получил первое приглашение в молодёжную сборную 13 ноября 2008 года на товарищеский матч с Данией. Итогом матча был счёт 1:0 и Траоре в нём отыграл 73 минуты до своей замены.

## Достижения
- Финалист Кубка лиги: 2006/07

## Статистика карьеры
(по состоянию на 5 декабря 2009 г.)
| Клуб                 | Сезон   | Лига    | Лига  | Лига    | Кубок Англии | Кубок Англии | Кубок Англии | Кубок лиги | Кубок лиги | Кубок лиги | Европа  | Европа | Европа  |
| Клуб                 | Сезон   | Выходов | Голов | Передач | Выходов      | Голов        | Передач      | Выходов    | Голов      | Передач    | Выходов | Голов  | Передач |
| -------------------- | ------- | ------- | ----- | ------- | ------------ | ------------ | ------------ | ---------- | ---------- | ---------- | ------- | ------ | ------- |
| Арсенал              | 2006-07 | 0       | 0     | 0       | 1            | 0            | 0            | 6          | 0          | 0          | 0       | 0      | 0       |
| Арсенал              | 2007/08 | 3       | 0     | 0       | 2            | 0            | 0            | 4          | 0          | 1          | 2       | 0      | 0       |
| Портсмут             | 2008/09 | 19      | 1     | 0       | 2            | 0            | 0            | 1          | 0          | 0          | 6       | 0      | 0       |
| Арсенал              | 2009/10 | 9       | 0     | 0       | 0            | 0            | 0            | 2          | 0          | 0          | 0       | 0      | 0       |
| Ювентус              | 2010/11 | 10      | 0     | 0       | 0            | 0            | 0            | 0          | 0          | 0          | 2       | 0      | 0       |
| Арсенал              | 2011/12 | 1       | 0     | 0       | 0            | 0            | 0            | 0          | 0          | 0          | 0       | 0      | 0       |
| Куинз Парк Рейнджерс | 2011/12 | 0       | 0     | 0       | 0            | 0            | 0            | 0          | 0          | 0          | 0       | 0      | 0       |
| Всего                | Всего   | 42      | 1     | 0       | 5            | 0            | 0            | 13         | 0          | 1          | 10      | 0      | 0       |